# Il Gedeone
Il Gedeone és un oratori en dues parts compost per Nicola Porpora sobre un llibret en italià possiblement d'Andrea Perrucci, i estrenat a la Hofkapelle de Viena, el 28 de març de 1737.
Entre els millors moments es troben l'ària de Gedeó Cadranno i lupi, una simfonia sublim en l'obertura de la segona part, un parell de fins cors i, sobretot, recitatius bellament escrits.
Entre els moments més destacats es troben l'ària de Gedeó, Cadranno i lupi, una sublim simfonia en l'obertura de la segona part, un parell de cors elegants i recitatius bellament escrits.

## Origen i context
El napolità Nicola Porpora va ser una figura destacada de l'escena musical a la primera meitat del segle XVIII. Les seves òperes es representaven per tot Itàlia. Va passar quatre anys a Londres com a rival de Händel amb qui tenia similituds estilístiques. Va ensenyar cant a Farinelli i va tenir a Haydn com a assistent a Viena. Porpora no va reconèixer el potencial expressiu de l'oratori com ho va fer Händel, qui ja estava canviant el seu focus de l'òpera cap a aquest gènere.
En tornar d'Anglaterra, Porpora no estava al càrrec de cap persona i buscava feina, mentrestant va compondre Il Gedeone. Antonio Caldara havia mort a finals del 1736, i va quedar vacant la posicióp de mestre de capella de la cort imperial de Viena. Porpora va presentar Il Gedeone per convèncer a la cort del seu talent com a compositor. Però va oblidar que havia de ser un oratori conservador per la Setmana Santa. Sembla que Porpora va demanar ajuda a Metastasio tot i que el text de l'oratori no és seu. Cinc anys més tard, després de l'estrena de La Rosmene, Porpora accepta instal·lar-se a Viena.
El llibret està inspirat en la història de l'Antic Testament sobre Gedeó. Narra com, seguint les indicacions de Déu, Gedeó va aconseguir alliberar Israel de l'opressió dels madianites amb un exèrcit molt reduït i amb l'ajuda d'alguns petits miracles.